# أورلاندو مالون
أورلاندو مالون (بالإنجليزية: Orlando Malone)‏ (18 ديسمبر 1963 بسان دييغو في الولايات المتحدة - ) هو ملاكم أمريكي.

## إحصائيات
خاض خلال مسيرته 33 نزالا، فاز في 10 وخسر في 22. فاز بالضربة القاضية في 7 نزالات.

## روابط خارجية
- أورلاندو مالون على موقع بوكس ريك (الإنجليزية) (registration required)